# Ayayema
Ayayema es uno de los espíritus principales de la mitología Kawésqar. 

## Descripción
Ayayema dispone de las fuerzas naturales y en particular, del terrible viento del noroeste; y es caracterizado como un quebrantador del orden natural (creador del Caos), lo que trae como consecuencia que también pueda ser causante de las desgracias que sucedan dentro de la comunidad Kawéshqar.
Aunque su influencia es solo como una intervención perturbadora de la normalidad, y no es descrita propiamente tal com una deidad con un origen maligno, o un producto de un castigo por una mala acción; el sincretismo creado por la influencia de la religión cristiana lo ha demonizado y caracterizado actualmente como un espíritu del mal que solo busca el sufrimiento. 
Se dice que las enfermedades y accidentes son producidos por sus persecuciones asiduas y personales de este espíritu. Ayayema entraría a los campamentos cuando sus moradores están dormidos, con el objetivo de tomar posesión de las personas, o de imponer su presencia maléfica y el miedo en los sueños o en las enfermedades, la caza infructuosa, etc. 
Cuando llega Ayayema, es preciso cambiar de campamento, y emigrar, aunque ello no implica siempre un cambio de bahía o de playa, sino, simplemente que hay que establecer un poco más lejos. Su presencia se detectaría a sentir olor a podredumbre (olor a descomposición y humedad), ya que Ayayema tendría y exhalaría ese olor. Así, si de una choza de un campamento se empieza a desprender ciertas emanaciones, este es considerado un mal signo y denota la visita del Ayayema.